# Alison Inverarity
Alison Jane Inverarity, po mężu Ferrier (ur. 12 sierpnia 1970 w Perth) – australijska lekkoatletka, specjalistka skoku wzwyż, dwukrotna medalistka  igrzysk Wspólnoty Narodów, trzykrotna olimpijka.

## Kariera sportowa
Zwyciężyła w skoku wzwyż na uniwersjadzie w 1991 w Sheffield. Zajęła 11. miejsce w tej konkurencji na mistrzostwach świata w 1991 w Tokio i 8. miejsce na igrzyskach olimpijskich w 1992 w Barcelonie.
Na halowych mistrzostwach świata w 1993 w Toronto zajęła 5. miejsce. Ustanowiła wówczas skokiem na wysokość 1,97 m halowy rekord Australii i Oceanii, który pobiła Eleanor Patterson 15 lutego 2022. 17 lipca 1994 w Ingolstadt wyrównała należący do Vanessy Ward rekord Australii i Oceanii (oraz rekord Australii) wynikiem 1,98 m. Rekord ten został poprawiony również przez Patterson 28 lutego 2020.
Inverarity zdobyła złoty medal (wyprzedzając Charmaine Weavers z Południowej Afryki i Debbie Marti z Anglii) na igrzyskach Wspólnoty Narodów w 1994 w Victorii. Zajęła 7. miejsce w zawodach pucharu świata w 1994 w Londynie. Odpadła w kwalifikacjach na mistrzostwach świata w 1995 w Göteborgu i na igrzyskach olimpijskich w 1996 w Atlancie. Zajęła 7. miejsce w zawodach pucharu świata w 1998 w Johannesburgu.
Zdobyła brązowy medal (za Hestrie Storbeck z Południowej Afryki i Joanne Jennings z Anglii) na igrzyskach Wspólnoty Narodów w 1998 w Kuala Lumpur. Odpadła w kwalifikacjach na igrzyskach olimpijskich w 2000 w Sydney.
Inverarity była mistrzynią Australii w skoku wzwyż w latach 1990/1991, od 1992/1993 do 1994/1995 i od 1996/1997 do 1999/2000 oraz wicemistrzynią w 1995/1996.
Jej mężem jest Scott Ferrier, australijski wieloboista, olimpijczyk z 1996 i 2000.